# ガッティナーラ
ガッティナーラ（伊: Gattinara）は、イタリア共和国ピエモンテ州ヴェルチェッリ県にある、人口約7,800人の基礎自治体（コムーネ）。
ガッティナーラでは良質のDOCGワインを生産している。ブドウ祭(La festa dell'Uva)は街の最も重要な年中行事である。

## 地理

### 位置・広がり
| 県都であるヴェルチェッリからはヴァルセージア方向に約35kmの所に位置する。 隣接するコムーネは以下の通り。括弧内のNOはノヴァーラ県所属を示す。 - ゲンメ (NO) - レンタ - ロッツォロ - ロアージオ - ロマニャーノ・セージア (NO) - ロヴァゼンダ - セッラヴァッレ・セージア |